# 17516 Kogayukihito
17516 Kogayukihito (1992 UZ6) là một tiểu hành tinh vành đai chính được phát hiện ngày 28 tháng 10 năm 1992 bởi Masayuki Yanai và Kazuro Watanabe ở the Đài thiên văn Kitami. Tiểu hành tinh đã được đặt tên cho nhà thiên văn học nghiệp dư người Nhật Yukihito Koga.